# Lieinix nemesis
Lieinix nemesis is een vlindersoort uit de familie van de Pieridae (witjes), onderfamilie Dismorphiinae.
Lieinix nemesis werd in 1813 beschreven door Latreille.